# Percy Waram
Percy Carne Waram, né le 28 octobre 1880 dans le comté de Kent (Angleterre) et mort le 5 octobre 1961 à Huntington (État de New York), est un acteur britannique.

## Biographie
Installé définitivement aux États-Unis dans sa jeunesse, Percy Waram y est très actif au théâtre et se produit notamment à Broadway (New York) où il débute en 1902 ; là, il joue au total dans trente-deux pièces, la dernière en 1957 étant Monique (avec Julie Bovasso et Denholm Elliott), adaptation du roman Celle qui n'était plus de Boileau-Narcejac. Entretemps, mentionnons Le Marchand de Venise de William Shakespeare (1907, avec Sydney Greenstreet et Sybil Thorndike), L'Annonce faite à Marie de Paul Claudel (1922-1923, avec Romney Brent et Helen Westley), The Shanghai Gesture  de John Colton (1928, avec Mayme Kelso et J. Carrol Naish), une adaptation du roman Orgueil et Préjugés de Jane Austen (1935-1936, avec Alma Kruger et Lucile Watson), ou encore Anne des mille jours de Maxwell Anderson (1948-1949, avec Rex Harrison et Joyce Redman).
Au cinéma, il contribue à seulement sept films américains, depuis Les Révoltés du Bounty de Frank Lloyd (1935, avec Clark Gable et Charles Laughton) jusqu'à Un homme dans la foule d'Elia Kazan (1957, avec Andy Griffith et Patricia Neal), en passant notamment par Espions sur la Tamise de Fritz Lang (1944, avec Ray Milland et Marjorie Reynolds) et Un mariage à Boston de Joseph L. Mankiewicz (1947, avec Ronald Colman et Peggy Cummins) ; ce dernier est une adaptation de la pièce The Late George Apley de George S. Kaufman et John P. Marquand, qu'il venait de créer à Broadway en 1944 (avec Leo G. Carroll dans le rôle-titre et Janet Beecher).
Il apparaît également dans la série télévisée américaine The Elgin Hour (en) en 1955 (un épisode).
Percy Waram meurt en 1961, trois semaines avant son 81e anniversaire.

## Théâtre à Broadway (intégrale)
(pièces, sauf mention contraire)

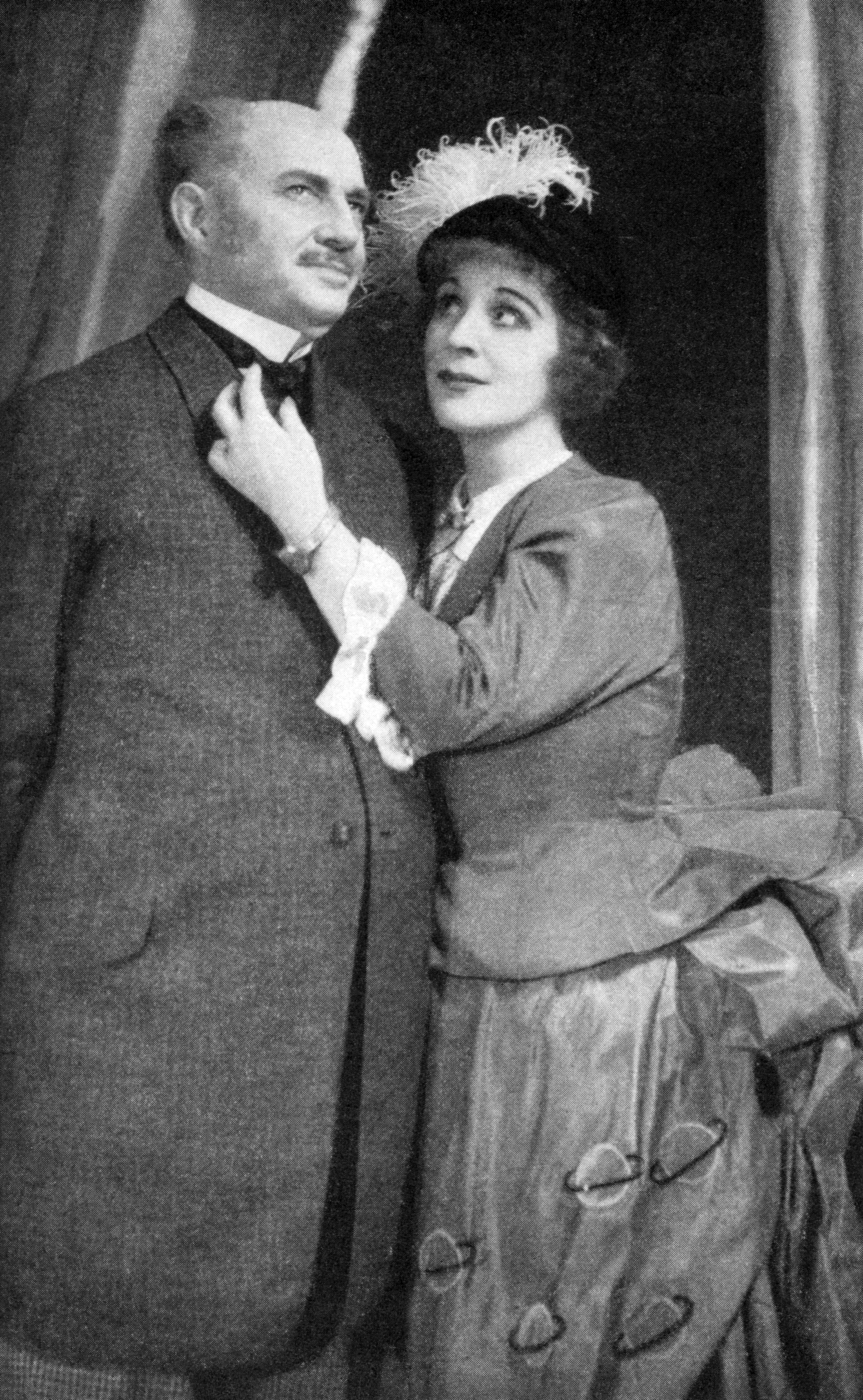
Dans The Merchant of Yonkers (Broadway, 1938-1939), avec Jane Cowl

- 1902-1903 : Everyman de Peter Dorland
- 1904 : La Nuit des rois (Twelfth Night) de William Shakespeare, production de Charles Frohman
- 1907 : Le Marchand de Venise (The Merchant of Venice) de William Shakespeare
- 1909 : The Barber of New Orleans d'Edward Childs Carpenter, mise en scène de William Faversham
- 1909 : The Debtors de Margaret Mayo
- 1909-1910 : The Fires of Fate d'Arthur Conan Doyle, production de Charles Frohman
- 1916 : Somebody's Luggage de Mark E. Swan
- 1921-1922 : The Married Woman de C. B. Fernald : George Herbert
- 1922 : The Shadow d'Eden Phillppots : Phillip Blanchard
- 1922 : The Lucky One d'Alan Alexander Milne : Bob Farringdon
- 1922-1923 : L'Annonce faite à Marie (The Tidings Brought to Mary) de Paul Claudel, adaptation de L. M. Still : Jacques Hury
- 1923 : A Love Scandal de Carlos De Navarro et Sydney Stone : Winthrop Field
- 1925 : Cape Smoke de Walter Archer Frost : Hugh Chadwell
- 1925-1926 : Hamlet de William Shakespeare : Horatio
- 1926 : La Maison du bourreau (Hangman's House), adaptation par Willard Mack du roman éponyme de Donn Byrne : le citoyen Denis Hogan[1]
- 1928 : Shanghai Gesture (The Shanghai Gesture) de John Colton : Sir Guy Charteris[2]
- 1928-1929 : La Commandante Barbara (Major Barbara) de George Bernard Shaw : Bill Walker[3]
- 1930-1931 : Elizabeth the Queen de Maxwell Anderson : Walter Raleigh
- 1932-1933 : Gräfin Dubarry (The Dubarry), opérette, musique de Karl Millöcker, livret original de Friedrich Zell et Richard Genée, adaptation de Theo Mackaben, Rowland Leigh et Desmond Carter, décors et costumes de Vincente Minnelli : Comte Dubarry
- 1934 : Picnic de Gretchen Damrosch : Robert
- 1935 : Living Dangerously de Reginald Simpson et Frank Gregory : Henry Pryor
- 1935-1936 : Orgueil et Préjugés (Pride and Prejudice), adaptation par Helen Jerome du roman éponyme de Jane Austen, mise en scène de Robert B. Sinclair, décors et costumes de Jo Mielziner : M. Bennet[4]
- 1936 : St Helena de R. C. Sherriff et Jeanne de Casalis, mise en scène de Robert B. Sinclair, décors et costumes de Jo Mielziner : Sir Hudson Lowe
- 1936-1937 : La Provinciale (The Country Wife) de William Wycherley : M. Pinchwife
- 1938-1939 : The Merchant of Yonkers (en) de Thornton Wilder, production d'Herman Shumlin, mise en scène de Max Reinhardt, décors de Boris Aronson : Horace Vandergelder
- 1944-1945 : The Late George Apley de George S. Kaufman et John P. Marquand, mise en scène de George S. Kaufman : Roger Newcombe (rôle repris dans Un mariage à Boston, adaptation au cinéma de 1947 : voir filmographie ci-après)
- 1946-1947 : Another Part of the Forest (en) de (et mise en scène par) Lillian Hellman, musique de scène de Marc Blitzstein, décors et lumières de Jo Mielziner, costumes de Lucinda Ballard : Marcus Hubbard
- 1948-1949 : Anne des mille jours (Anne of the Thousand Days) de Maxwell Anderson, mise en scène de H. C. Potter, décors et lumières de Jo Mielziner : Thomas Wolsey[5]
- 1952 : The Gambler d'Ugo Betti, mise en scène d'Herman Shumlin, décors et lumières de Jo Mielziner : un chef de gare
- 1954-1955 : Reclining Figure d'Harry Kurnitz : Lucas Edgerton
- 1955-1956 : The Chalk Figure d'Enid Bagnold, décors et costumes de Cecil Beaton : le juge McWhirrey[6]
- 1957 : Monique, adaptation par Dorothy et Michael Blankfort du roman Celle qui n'était plus de Boileau-Narcejac : Désiré Merlin

## Filmographie complète

### Cinéma
- 1935 : Les Révoltés du Bounty (Mutiny on the Bounty) de Frank Lloyd : Coleman
- 1939 : Dans une pauvre petite rue (...One Third of a Nation...) de Dudley Murphy : Arthur Mather
- 1944 : Espions sur la Tamise (Ministry of Fear) de Fritz Lang : Inspecteur Prentice
- 1947 : Un mariage à Boston (The Late George Apley) de Joseph L. Mankiewicz : Roger Newcombe
- 1947 : L'Homme de mes rêves (It Had to Be You) de Don Hartman et Rudolph Maté : Horace Stafford
- 1950 : Le Chevalier de Bacchus (The Big Hangover) de Norman Krasna : John Belney
- 1957 : Un homme dans la foule (A Face in the Crowd) d'Elia Kazan : Général Haynesworth

### Télévision
- 1955 : série The Elgin Hour (en), saison unique, épisode 13 The $1,000 Window de Daniel Petrie : Stanhope